# Gottlieb August Crüwell
Gottlieb August Crüwell (oft G. A. Crüwell oder Gottlieb Crüwell; * 10. September 1866 auf dem Landsitz Leangolla, Ceylon, heute Sri Lanka; † 19. Dezember 1931 auf Procida, Provinz Neapel, Italien) war ein österreichischer Historiker, Schriftsteller und Bibliothekar. Er leitete ab 1924 als Direktor die Universitätsbibliothek der Universität Wien.

## Leben
Crüwell studierte an der Universität Wien. 1886 war er Stifter des Corps Symposion. In Wien wurde er 1897 zum Dr. phil. promoviert. 1898 trat er als Volontär in die Wiener Universitätsbibliothek ein, wurde später zum Regierungsrat und schließlich 1924 zum Direktor der Bibliothek ernannt. Als Referent für Anglistik wirkte er ab der Jahrhundertwende als Vermittler angelsächsischen Gedankengutes im deutschsprachigen Raum. Bekannt ist er durch die erste deutschsprachige Übersetzung von H. G. Wells’ klassischem Science-Fiction-Romans The War of the Worlds (1898), die 1901 unter dem Titel Der Krieg der Welten erschien. Nach dem Ersten Weltkrieg war Crüwell entscheidend daran beteiligt, die Universitätsbibliothek wieder aufzubauen und zu modernisieren. Außerdem redigierte er einige Jahre lang die Fachzeitschrift Mitteilungen des Österreichischen Vereins für Bibliothekswesen. Er gehörte der Gesellschaft Denkmäler der Tonkunst in Österreich (dtö) an und wurde von dieser 1925 aufgrund seiner Verdienste zum „wirkenden Mitglied“ ernannt. Er unternahm große Reisen und verfasste zahlreiche Essays und Publikationen. Sein Schauspiel Schönwiesen (1911) wurde auch am Wiener Burgtheater aufgeführt. Verheiratet war er mit Alma Crüwell-Clairmont.

## Werke
- Die Beziehungen König Gustafs III. von Schweden zur Königin Marie-Antoinette von Frankreich, Dissertationsschrift, Berlin 1897
- H. G. Wells: Der Krieg der Welten, deutsche Übersetzung, Wien 1901
- Der Bücherfluch. Seine Geschichte, seine Bedeutung, seine Ausläufer, in: Mitteilungen des Österreichischen Vereins für Bibliothekswesen 4. Heft, 8. Jahrgang/1904, S. 178–184; 1. Heft, 9. Jahrgang/1905, S. 27–31; 2. Heft, 9. Jahrgang/1905, S. 96–101; 3. Heft, 9. Jahrgang/1905, S. 129–135
- Schönwiesen. Ein Schauspiel, Berlin 1911
- Der Teppich. Lustspiel in 1 Aufzug, (als Privatdruck der kleinen bunten bibliophilen Buchreihe, Band 8, München 1962)